# Arendsbeek

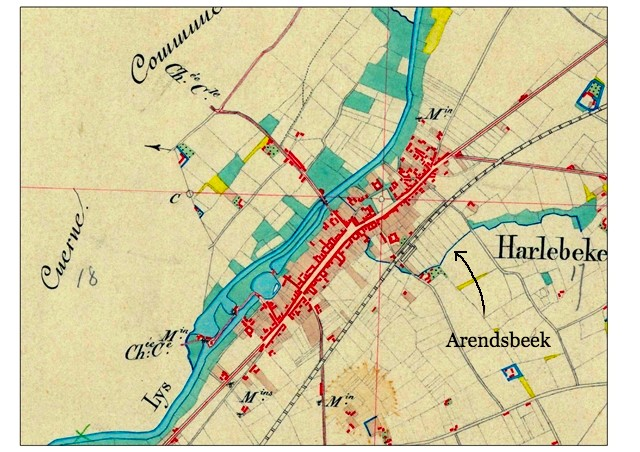
Arendsbeek in de 19e eeuw

De Arendsbeek, en soms de Arelbeek genoemd, is een beek waarop de stad Harelbeke werd ontstaan. De beek mondt uit in de Leie, ter hoogte van het Marktplein. De Arendsbeek werd doorheen de tijd geleidelijk gedempt en sinds de middeleeuwen gebruikt als open riool. Een functie die het vandaag nog steeds uitvoert, want de loop van de Arendsbeek is nu een deel van het rioolsysteem, volledig ondergronds.
De Beekstraat in de Arendswijk verwijst naar de Arendsbeek.